# Тепаево
Тепаево (мар. Тьопай) — деревня в Горномарийском районе Марий Эл Российской Федерации. Входит в состав Виловатовского сельского поселения.
Численность населения — 38 чел. (2010 год).

## География
Располагается в 6 км от административного центра сельского поселения — села Виловатово, на берегу реки Большая Сундырка, рядом с деревней Шиндыръялы.

## История
Впервые упоминается в 1859 году. Марийское название деревни Тьопай происходит от имени первооснователя селения. Деревня входила в церковный приход села Малый Сундырь. В 1930 году в деревне был организован колхоз «Ушем ныр» («Объединенное поле»).

## Название
Слово является чувашского (тюркского) происхождения от Тĕпай  где Тĕп + ай.

## Население
| 2002 | 2010 |
| ---- | ---- |
| 45   | ↘38  |